# Csehország űrkutatása
A 2003-ban alapított Cseh Űrkutatási Iroda (angolul: Czech Space Office, CSO) fogja össze az ország űrtevékenységét, valamint képviseli a Cseh Köztársaságot a nemzetközi szervezetekben. Kormányzati szinten az oktatási, ifjúsági és sportkérdésekkel foglalkozó minisztérium felügyeli az űrkutatást. A CSO végzi az adminisztrációt és biztosítja a szakértői támogatást. A kormány döntéseit egy tanácsadó testület segíti. A Cseh Köztársaság – Magyarország után másodikként – 2004-ben csatlakozott az Európai Űrügynökség (ESA) PECS programjához. A CSO saját képviseletet tart fenn Németországban. A CSO feladatai közé tartozik az űrtevékenységgel foglalkozó intézetek, vállalkozások nyilvántartása. Gyűjtik az űrtevékenységgel kapcsolatos adatokat, a kutatás-fejlesztési munkák eredményeit, információkkal látják el az érdeklődőket, és népszerűsítik az űrkutatást.
Csehszlovákia űrkutatását a többi szocialista országhoz hasonlóan a Szovjetunió által a műholdakon (platform helyek) elhelyezhető hazai fejlesztésű műszerek, illetve az ingyenesen biztosított hordozórakéták és földi követőhálózat tette lehetővé a világűr kutatását.

## Története
Az űrkutatást a Csehszlovák Tudományos Akadémia és az 1966-ban létrehozott Űrkutatási Bizottság koordinálja.
Az Ondřejovi Csillagvizsgáló Intézet a napfizikai kutatások központja. Az Interkozmosz alapító tagja. A Geofizikai Intézet Panska Ves mellett földi telemetriai állomást működtet. A Hidrometeorológiai Szolgálat rendszeres adatokat kap. Prága mellett Interkozmosz földi állomás létesült. A prágai Műszaki Egyetem koordinálja a lézerradar fejlesztést.

### Kutatási területek
Kozmikus geodézia; az ionoszféra- és magnetoszféra kutatás; napfizika; meteorológia; űrtávközlés és űrbiológia. A cseh űrkutatás kibővült kutatási területei: anyagtudomány, orvosbiológia, navigáció és távérzékelés.

### Interkozmosz
- Interkozmosz–3 (IK-3) – alacsony frekvencián (VLF) az elektromágneses tér elektromos komponensének műszere;
- Interkozmosz–4 (IK-4) – röntgenflerek vizsgálatát szolgáló fotométer; a felső légkör átlátszóságát ellenőrző műszer;
- Interkozmosz–5 (IK-5) – alacsony frekvencián (VLF) az elektromágneses tér elektromos komponensének műszere;
- Interkozmosz–7 (IK-7) – a felső légkör átlátszóságát ellenőrző műszer;
- Interkozmosz–10 (IK-10) – alacsony frekvencián (VLF) az elektromágneses tér elektromos komponensének műszere;
- Interkozmosz–11 (IK-11) – integrált röntgenfotométer került beépítésre; a felső légkör átlátszóságát ellenőrző műszer;
- Vertyikal – műholdakon meteorpor csapdák lettek elhelyezve,
- Interkozmosz–12 (IK-12) – tömegspektrométer, négyfrekvenciás rádió;
- Interkozmosz–13 (IK-13) – ionoszféra- és  magnetoszféra kutatás;
- Interkozmosz–14 (IK-14) – ionoszféra- és  magnetoszféra kutatás;
- Interkozmosz–18 (IK-18) – pályára állította a Magion–1 műholdat;

## Műholdak
Csehszlovákia  ionoszféra kutató műholdja. A Magion sorozat olyan kis méretű műholdakból állt, amelyeknek a feladata a Föld közvetlen környezetének, a Nap-Föld kapcsolatnak, az elektromágneses hullámok terjedésének kutatása volt.
- Magion–1; Magion–2; Magion–3;
- Koszmosz–690; Koszmosz–782; Koszmosz–936 – űrbiológiai kísérletként patkányokon vizsgálták a mikrogravitációs környezet hatásait;
- Vega-program – szondáin az űreszközök térbeli stabilizálását biztosító ASP (Automated Stabilised Platform) műszert használták. A berendezést 1989-ben a Mir űrállomásra is felszerelték.

Csehország ionoszféra kutató műholdjai
- Magion–4; Magion–5;

## Űrhajósok
- Vladimír Remek – Szojuz–28 kutatópilótája, Csehszlovákia lett a harmadik állam a világon – a Szovjetunió és az Amerikai Egyesült Államok után –, amelynek polgára a világűrbe juthatott
- Oldřich Pelčák – Szojuz–28 kiképzett, tartalék kutatópilóta

## Külső hivatkozások
- German Szemjonovics Arzamazov. urvilag.hu. (Hozzáférés: 2014. április 12.)
- German Szemjonovics Arzamazov. urvilag.hu. (Hozzáférés: 2014. április 12.)